# Kusthästskonäsa
Kusthästskonäsa, tidigare även Mehelys hästskonäsa (Rhinolophus mehelyi) är en fladdermusart i familjen hästskonäsor

## Beskrivning
Kusthästskonäsa är mycket lik mellanhästskonäsan, men är något större med en kroppslängd (huvud och bål) mellan 5 och 6,5 cm. Vikten når upp till 20 g. Den är dessutom något ljusare på undersidan. Djuret har en 2,3 till 3,2 cm lång svans och ett vingspann av 30 till 34 cm. I motsats till flera andra europeiska arter av samma släkte har arten en rödbrun till orangebrun päls på ovansidan medan undersidan är tydlig ljusare i samma färg. Kusthästskonäsa har gråbruna öron och ett gråbrunt flygmembran.
Näsbihanget är likt det hos mellanhästskonäsan, men den spets som sidledes går upp från det mellersta av dessa utskott, sadeln, är inte lika spetsig som hos förväxlingsarten, och framsidan är rak, inte konkav.

## Vanor
Den söker sitt byte i macchia, skogar och på steppmark, där den livnär sig på insekter, främst nattflygande fjärilar. Daglega söker den i varma grottor, medan den söker upp kyligare, underjordiska grottor och andra naturliga håligheter för vintersömnen. Den undviker konstgjorda utrymmen.
Arten jagar nattfjärilar och andra insekter. Honor bildar före ungarnas födelse egna kolonier med ett tiotal till några hundratal medlemmar som är skilda från hannarna. Under sommaren, oftast juni eller juli, föds en enda unge. Ungen blir efter cirka fem veckor självständig. Liksom hos andra hästskonäsor är lätet som används för ekolokaliseringen 20 till 30 millisekunder lång. Det har hos Rhinolophus mehelyi en frekvens av cirka 106 kHz.

## Utbredning
Kusthästskonäsa finns främst i Medelhavsområdet, där den förekommer från Iberiska halvön och delar av Sydvästfrankrike, några lokaler i Italien, Balkan och sydvästra Ryssland, österut via Israel, Palestina, Syrien, Jordanien och Irak till Iran samt söderut till Nordafrika (Marocko, Syrien och Tunisien).

## Status
Arten är globalt sårbar ("VU"), och minskar i hela sitt utbredningsområde. Orsakerna är inte fullständigt utredda, men en faktor torde vara dess ovilja att använda sig av konstgjorda boutrymmen.